# Голубинский песчаный массив
Голубинский песчаный массив — территория, представляющая особую ценность для сохранения объектов животного и растительного мира, занесённых в Красную книгу Волгоградской области, расположенная на территории Ильевского сельского поселения в Калачёвском районе Волгоградской области в 9 км на северо-восток от села Рюмино. Общая площадь массива составляет 3026,2 га.

## Описание
Голубинский песчаный массив расположен на левом берегу Дона, напротив станицы Голубинская и устья реки Большая Голубая. Ландшафт массива представлен развеваемыми барханными или слабозакреплёнными песками и старыми разреженными сосновыми посадками на верхних террасах и лесистой поймой Дона. Образовался в долине Дона в четвертичный период под действием водно-ледниковых потоков. В послеледниковое время в результате перевевания пески вытянулись в пустынно-барханный рельеф, составленный грядами длиной до 100—300 м и высотой 14—16 м.

## История
Наряду с другими донскими песчаными массивами, в начале XX века Голубинские пески изучал Б. Б. Полынов, составив их карту и впервые обнаружив там настоящие барханы.
В начале XX века Голубинские пески посещал В. Кизирицкий, впервые отметивший там круглоголовку-вертихвостку. Открытая им популяция становилась объектом исследований зоологов, начиная с 1990-х годов.
25 февраля 1993 года Решением малого Совета Волгоградского областного Совета народных депутатов Голубинский песчаный массив был провозглашён «комплексным памятником природы», на территории которого запрещались распашка почв и нарушение ландшафта.
4 июля 2006 года Постановлением главы администрации Волгоградской области территории придали статус ландшафтного памятника природы и ключевой орнитологической территории, представляющей ценность для сохранения редких видов птиц.
27 декабря 2011 года Постановлением главы администрации Волгоградской области Голубинскому песчаному массиву был присвоен статус особо охраняемой природной территории регионального значения.

## Флора и фауна
На территории песчаного массива выявлено более 150 видов растений, 100 видов насекомых, 6 видов пресмыкающихся, 30 видов птиц и 5 видов млекопитающих, многие из которых внесены в Красную книгу Волгоградской области и Красную книгу Российской Федерации.
Флора территории представлена псаммофитными злаково-кустарничковые сообществами бугристых песков (91 % площади), березовыми и осиновыми колками (7 % площади) и лугово-болотными сообществами (2 % площади) в понижениях. В ней доминируют такие виды как Вейник наземный, Вейник сжатый (Calamagrostis glomerata), Гвоздика песчаная, Сокирки полевые, Житняк гребневидный, Песколюбочка постенная, Зубровка душистая, Тонконог сизый, Тонконог жестколистный, Козлобородник сомнительный, Ковыль-волосатик, Ковыль Лессинга, Волоснец кистистый, Лапчатка пепельная (Potentilla incana), Ломкоколосник ситниковый, Молочай Сегье, Наголоватка многостебельная (Jurinea polyclonos), Овсяница Беккера, Осока песчаная, Осока колхидская, Подмаренник настоящий, Полынь Лерхе (Artemisia lercheana), Artemisia arenicola, Пырей ползучий, Ракитник русский, Рогач песчаный, Тимьян обыкновенный.
Из грибов отмечались Звездовик сводчатый, Тулостома хорошенькая (Tulostoma pulchellum) и Geastrum minimum, а также Гиропор каштановый и лишайник Цетрария степная (Cetraria steppae).

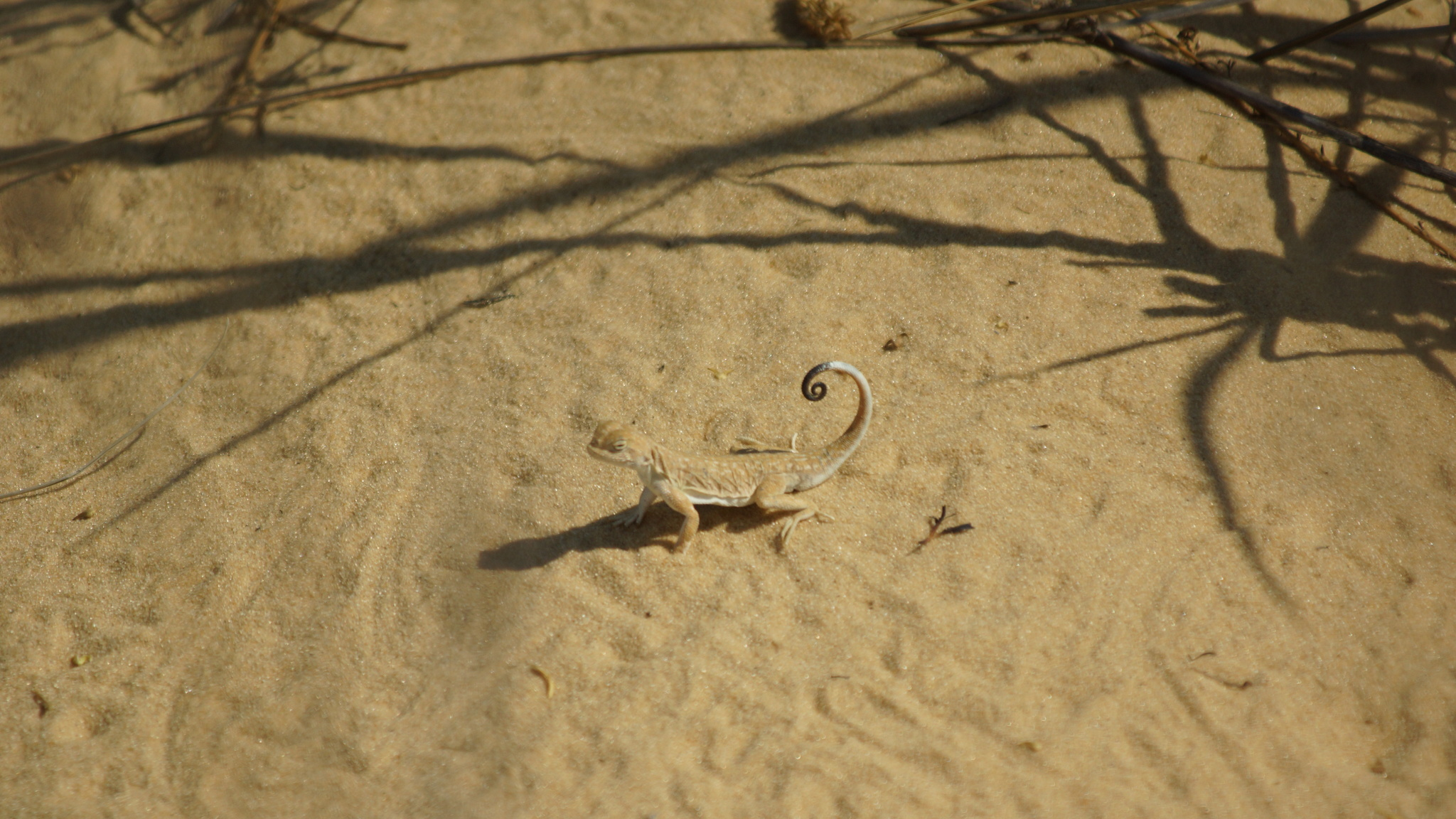
Круглоголовка-вертихвостка в Волгоградской области обитает только на Голубинских песках

Пресмыкающиеся Голубинских песков представлены семью видами: обыкновенным ужом, водяным ужом, узорчатым полозом, прыткой ящерицей, разноцветной ящуркой, круглоголовкой-вертихвосткой. При этом первые три вида обитают в пойменной части массива, на окраине русла Дона. Прыткая ящерица и узорчатый полоз занимают также степную часть. Разноцветная ящурка встречается в степной и полупустынной зоне массива. Круглоголовка-вертихвостка, популяция которой на территории Волгоградской области является изолированной, обитает только непосредственно на песчаном массиве. Кроме того, в окрестностях хутора Песковатка, расположенной на северной окраине Голубинских песков, была отмечена обыкновенная медянка, что говорит о возможности её обитания в границах песчаного массива.
Среди птиц на Голубинском песчаном массиве известны осоед, европейский тювик, змееяд, степной лунь, орёл-карлик, орлан-белохвост, авдотка, кулик-сорока, степная тиркушка, средний дятел.
Среди млекопитающих на Голубинском песчаном массиве отмечены мохноногий тушканчик, полуденная песчанка и степная мышовка.

## Режим особой охраны
На территории Голубинского песчаного массива:
- создание и размещение новых населённых пунктов;
- предоставление земельных участков, находящихся в государственной либо муниципальной собственности, для ведения личного подсобного хозяйства, садоводства, огородничества, индивидуального гаражного и индивидуального жилищного строительства;
- строительство и реконструкция объектов капитального строительства;
- разведка и добыча полезных ископаемых и взрывные работы;
- распашка земель;
- выпас домашних животных и их прогон вне дорог общего пользования;
- деятельность, влекущая за собой изменения гидрологического режима;
- деятельность, ведущая к сокращению численности охраняемых видов растений, животных и других организмов и ухудшающая среду их обитания;
- движение и стоянка транспортных средств вне дорог общего пользования, за исключением транспортных средств собственников, владельцев и пользователей земельных участков, расположенных в границах Особо ценной территории, при осуществлении ими хозяйственной деятельности, лиц, осуществляющих хозяйственную деятельность во исполнение договоров с собственниками, владельцами и пользователями земельных участков, расположенных в границах Особо ценной территории, органов государственной власти, государственных учреждений, осуществляющих функции контроля и надзора, органов местного самоуправления при осуществлении возложенных на них полномочий, учреждений, подведомственных органам государственной власти и местного самоуправления, осуществляющих деятельность по реализации возложенных на них указанными органами полномочий;
- проведение рубок лесных насаждений, за исключением выборочных или сплошных санитарных рубок и мероприятий по охране, защите и воспроизводству лесов;
- размещение отходов производства и потребления;
- уничтожение или повреждение шлагбаумов, аншлагов, информационных знаков и указателей, а также оборудованных экологических троп и мест отдыха.

- государственный экологический мониторинг и изучение природных экосистем и их компонентов;
- осуществление мероприятий по охране редких видов растений, животных и других организмов, а также среды их произрастания и обитания;
- осуществление мероприятий по санитарному уходу за Особо ценной территорией, мероприятий по устройству противопожарных минерализованных полос, а также профилактических мероприятий, способствующих сохранению мест обитания и улучшению условий среды обитания охраняемых видов растений, животных и других организмов;
- научно-исследовательская и эколого-просветительская работа;
- эколого-туристическая деятельность;